# Фалку, Рубенс ди
Ру́бенс ди Фа́лку да Ко́ста (порт.-браз. Rubens de Falco da Costa, 19 октября 1931 года, Сан-Паулу — 22 февраля 2008 года, там же) — бразильский актёр театра и кино.

## Биография
Родился 19 октября 1931 в Сан-Паулу в семье итальянских эмигрантов. С детства мечтал о театре, и с четырнадцатилетнего возраста принимал участие в любительских театральных постановках. Началом своей артистической карьеры считал участие в 1951 году в спектакле «На дне» Горького (1951).
Скончался 22 февраля 2008 года от сердечной недостаточности. Похоронен на кладбище Консоласан в г. Сан-Паулу.

## Фильмография
Рубенс ди Фалку снялся во многих телевизионных сериалах производства многих бразильских телекомпаний, в том числе и «Глобу». В России известен в основном как исполнитель роли злодея Леонсио в телесериале «Рабыня Изаура»
- 1967 — Сумасшедшая императрица / Rainha Louca — мексиканский император Максимилиан
- 1974 — Супер-Мануэла / Supermanoela — Диоженес
- 1975 — Габриела / Gabriela — Осмунду Пиментел
- 1976 — Рабыня Изаура — Леонсио Алмейда
- 1977 — Донна Шепа / Dona Xepa — Эйтор
- 1978 — Звезда / O Astro — Самир Айяла
- 1978 — Наследница / A Successora — Роберто Стин
- 1986 — Сеньорита — полковник Феррейра
- 1991 — Саломея / Salome — МакГрегор
- 2004 — Рабыня Изаура / A Escrava Isaura — командор Алмейда